# Альвізе III Себастьяно Моченіго
Альвізе III Себастьяно Моченіго (італ. Alvise III Sebastiano Mocenigo) — 112-й венеційський дож у 1722—1732 роках.

## Біографія
Належав до патриціанського роду. Син Альвізе Моченіго з гілки Сан-Самуель, прокуратора Святого Марка, та Чечілії Мікеле. Загальною нумерацією своєї гілки значився як Альвізе V. Замолоду присвятив себе флоту після отримання класичної освіти. 1687 року на чолі галери завдав поразки османським піратам в Которській бухті. 1688 року призначено командиром великої галери. 1690 року відзначився при захопленні Канніи та Валони на узбережжі Албанії. 1691 року призначено капітаном Затоки (командував галерами у Верхній Адріатиці). 1692 року брав участь у кампанії на Крит, де венеційці намагалися захопити Ла Канеа, проте невдало. 1693 року очолив укріплення на о.Егіна, а 13 грудня — очолив галеас. Між вереснем 1694 року та лютим 1695 року він на посаді одного з надзвичайних польових проведиторів очолював завоювання Хіоса, відзначившись захопленням османського судна та бея, і нарешті командував ар'єргардом у битві на Тінос 22 серпня 1696 року. За наказом Джусто Еміліо Альбергетті він написав збірник з технології облоги.
У 1696 році його було призначено генеральним проведитором Далмації, де він перебував до 1702 року. Тут відбив напад османської армії, але не зміг перейти у наступ через відсутність підкріплень, тому до кінця війни у 1699 році обмежився невеличкими сутичками.
22 вересня 1707 року призначається генерал-проведитором моря. З квітня 1708 року до липень 1711 року він присвятив себе догляду та інспекції венеційських фортець Корфу, Закінф, Науплія, Санта-Маура, Патри, Кефалонія, Коринф, Мальвазія та Модоне, а також військового флоту, розміщеного на Корфу. 22 лютого 1710 року він попросив і отримав дозвіл повернутися до Венеції, невдовзі після чого призначається капітаном Падуї, де піклувався про дорожню мережу, збір податків тощо

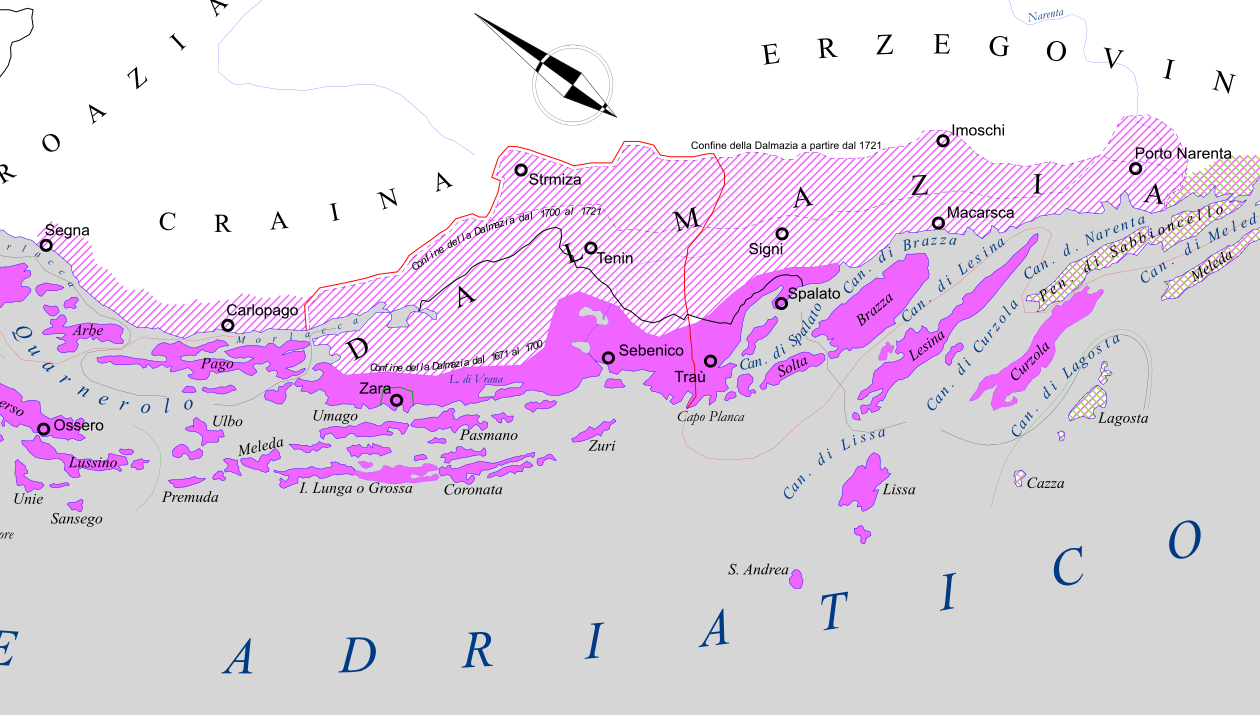
Лінія Моченіго

З 1717 до 1720 рік вдруге був генеральним првоедитором Далмації. Під час свого другого терміну на посаді йому вдалося розширити Венеційську Далмацію у глибинні райони, захопивши області Сіньо, Імоскі та Вргораць. Ці здобутки були підтверджені Пассаровіцьким договором, і новий кордон з Османською імперією в Далмації встановлено 10 червня 1721 року після тривалих переговорів між самим Моченіго, османським представником Мехметом Рейсом Ефенді та австрійським представником бароном Максиміліаном Ернстом Тойффенбахом, який було названо лінією Моченіго.
24 серпня 1722 року, подолавши конкуренцію Карло Руцціні та Альвізе Пізані, він був обраний дожем, отримавши 40 голосів з 41 у Раді сорока.  Під час процесії через площу Святого Марка новий дож роздав монети вартістю 4000 дукатів.
Під час свого правління він спонсорував громадське освітлення міста Венеція, мощення площі Святого Марка у 1722 році, реконструкції собору Святого Марка та його дзвіниці, відкриття Всесвітнього літературного товариства 22 липня 1724 року.
У 1727 році востаннє було спущено на воду новий державний корабель «Бучинторо», спроектований Мікеле Стефано Конті. У 1729 році він керував 18-м перевиданням венеційських статутів, що стало останнім. 17 квітня 1729 року, після тривалих дебатів, реформа венеціанської армії, запропонована маршалом Йоганом Маттіасом фон дер Шуленбургом, була остаточно схвалена.
Помер 21 травня 1732 року, залишивши Республіці у спадок двох червоних мармурових левів, які зараз прикрашають невелику площу поруч із базилікою Святого Марка. Поховано у соборі Санті-Джованні-е-Паоло.